# У країні хутра
«У країні хутра» (фр. Le Pays des fourrures) — пригодницький роман французького письменника Жуля Верна, що входить до циклу «Незвичайні подорожі». Написаний у 1873 році.

## Публікація
Перша публікація виходила в «Журналі виховання і розваги» (фр. Magasin d Education et de Récréation) від березня 1872 до середини 1873 року. У листопаді 1873 року роман у перекладі Марка Вовчка з'явився російською мовою у видавництві С. В. Звонарьова.

## Сюжет
Книга розбита на дві частини і 47 глав.
Експедиція компанії Гудзонової затоки Британської Америки (Канада) під керівництвом лейтенанта Джаспера Гобсона, здійснивши подорож від Великого Невільничого озера з форту Релайянс на північ, заснувала факторію (форт Надія) на мисі Баттерст на узбережжі Північного Льодовитого океану. Місце для факторії, на думку лейтенанта, вибрано правильно, і люди будують тут добротний будинок. Все йде добре, однак навколишня місцевість викликає у лейтенанта питання: в окрузі немає жодного каменя; під землею лежить товстий шар льоду; в околицях форту не спостерігається приплив. Виявляється, мис Баттерст є величезною крижиною, яку недавній землетрус відірвав від материка і відправив у дрейф. Колоністам загрожує загибель, і вони відчайдушно намагаються вижити. Їм не вдається здійснити піший перехід по крижаному полю (зима дуже м'яка, немає льоду) або відпливти на побудованому судні (воно знищене льодоходом). Крижина, що залишилася від крижаного острова, ставиться героями під вітрило і скеровується ними на південь, до найближчої землі, де вони знаходять порятунок.